# اوست-پیژا
اوست-پیژا (به لاتین: Ust-Pyzha) یک منطقهٔ مسکونی در روسیه است که در جمهوری آلتای واقع شده‌است.